# Ondřej Bank
Ondřej Bank (Zábřeh, República Checa, 27 de octubre de 1980) es un esquiador checo que tiene 2 podiums en la Copa del Mundo de Esquí Alpino.

## Resultados

### Juegos Olímpicos de Invierno
- 2002 en Salt Lake City, Estados Unidos
  - Descenso: 39.º
- 2006 en Turín, Italia
  - Combinada: 6.º
  - Eslalon Gigante: 16.º

- 2010 en Vancouver, Canadá
  - Combinada: 7.º
  - Eslalon: 11.º
  - Eslalon Gigante: 17.º
  - Descenso: 30.º
- 2014 en Sochi, Rusia
  - Eslalon Gigante: 5.º
  - Combinada: 7.º
  - Super Gigante: 9.º
  - Descenso: 20.º

### Campeonatos Mundiales
- 2001 en St. Anton, Austria
  - Combinada: 6.º
  - Eslalon Gigante: 26.º

- 2003 en St. Moritz, Suiza
  - Combinada: 16.º
  - Descenso: 37.º
  - Super Gigante: 41.º

- 2005 en Bormio, Italia
  - Combinada: 16.º
  - Eslalon Gigante: 24.º
  - Super Gigante: 26.º

- 2007 en Åre, Suecia
  - Combinada: 10.º
  - Eslalon Gigante: 17.º
  - Descenso: 35.º
  - Super Gigante: 36.º

- 2011 en Garmisch-Partenkirchen, Alemania
  - Combinada: 5.º
  - Super Gigante: 17.º
  - Eslalon Gigante: 19.º
  - Descenso: 21.º

- 2013 en Schladming, Austria
  - Combinada: 11.º
  - Descenso: 27.º

- 2015 en Vail/Beaver Creek, Estados Unidos
  - Descenso: 7.º

### Copa del Mundo

#### Clasificación general Copa del Mundo
- 2003-2004: 93.ª
- 2004-2005: 126.ª
- 2005-2006: 98.º
- 2006-2007: 84.º
- 2007-2008: 74.º
- 2009-2010: 55.º
- 2010-2011: 26.º
- 2013-2014: 100.º
- 2013-2014: 41.º

#### Clasificación por disciplinas (Top-10)
- 2003-2004:
  - Combinada: 8.º

- 2010-2011:
  - Combinada: 7.º

- 2014-2015:
  - Combinada: 5.º